# حلقه ازدواج

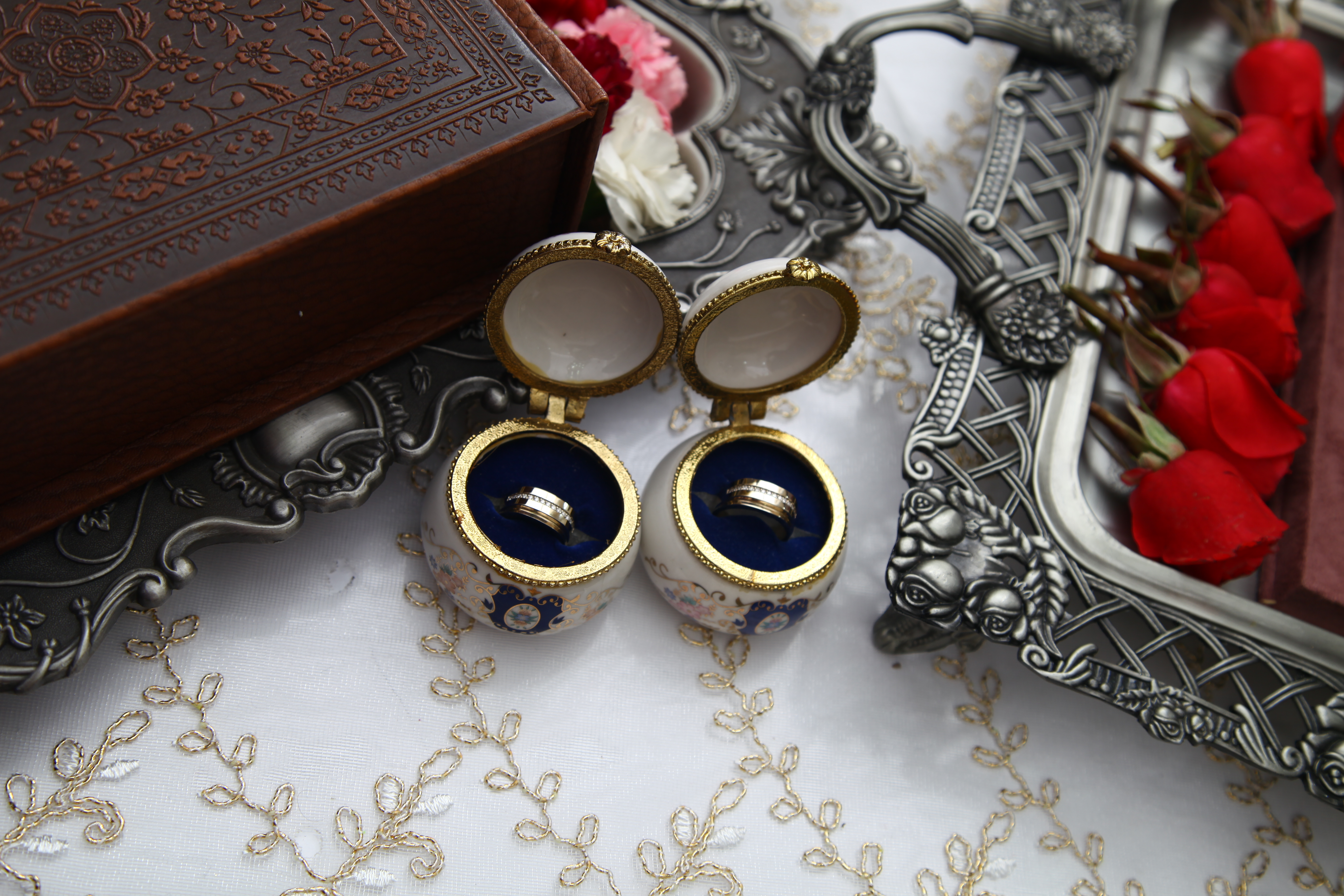

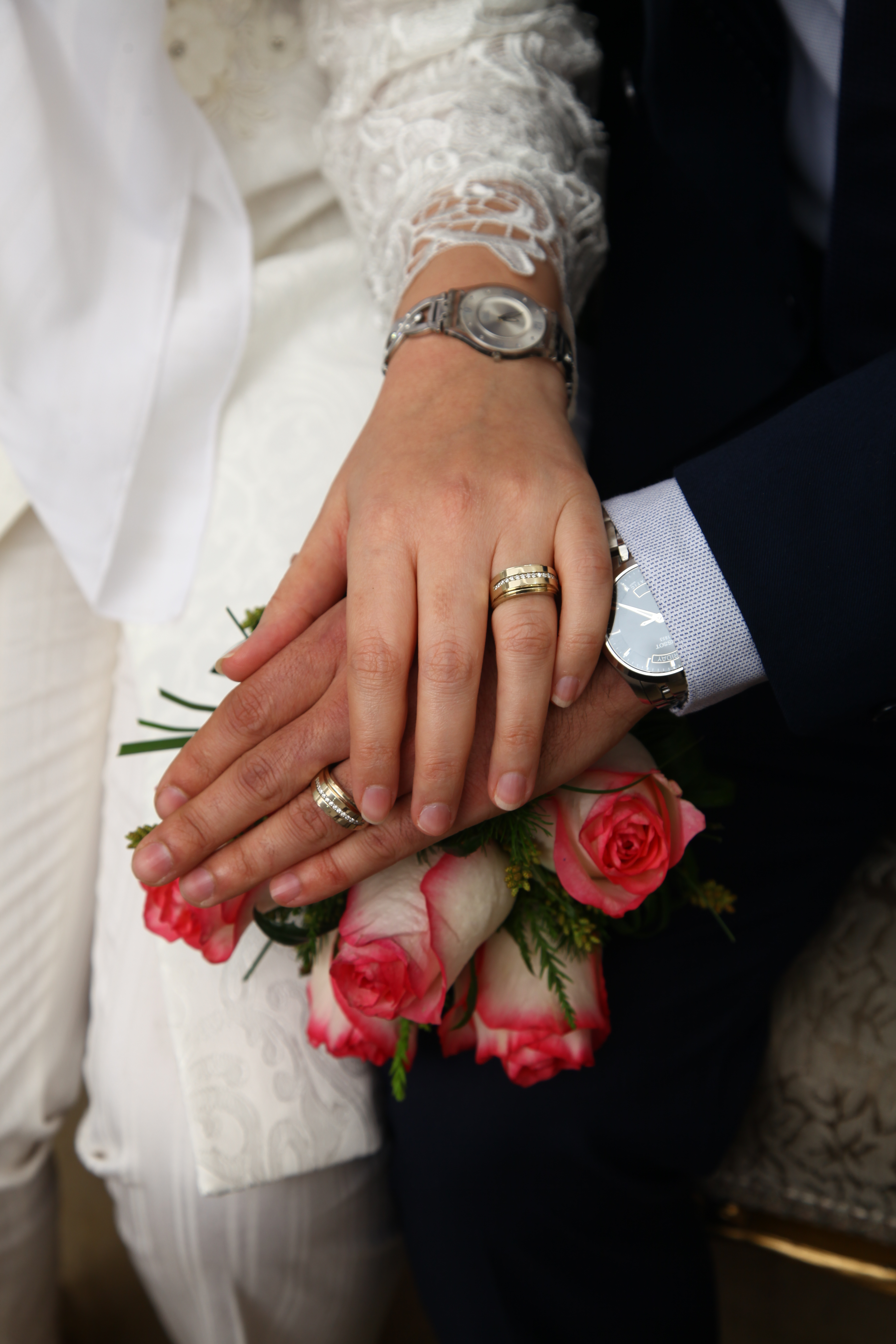

حلقه ازدواج حلقه‌ای فلزی، نشانگر متأهل بودن پوشنده آن است. برپایه فرهنگ منطقه‌ای، این حلقه در انگشت حلقه دست راست یا چپ استفاده می‌شود. خاستگاه استفاده از حلقه‌ها به شکل امروزی به اروپا تعلق دارد. به‌طور معمول هر دو زوج از این حلقه استفاده می‌کنند.
حلقه‌ها در ایران باستان هنگام ازدواج مورد استفاده قرار می‌گرفتند، اگرچه روش مدرن تعویض حلقه در هنگام عروسی ریشه زرتشتی دارد.
بسته به فرهنگ، حلقه ازدواج معمولاً بر روی پایه انگشت حلقه چپ یا راست پوشیده می‌شود. در فرهنگ ایران، حلقه ازدواج در انگشت حلقه دست چپ پوشیده می‌شود. بسیاری از همسران حلقه ازدواج خود را شبانه‌روز می‌پوشند که باعث ایجاد فرورفتگی در پوست می‌شود که حتی با برداشتن حلقه نیز قابل مشاهده است لیکن برای مردان در دست راست هم مورد استفاده قرار می‌گیرد.

## در ایران

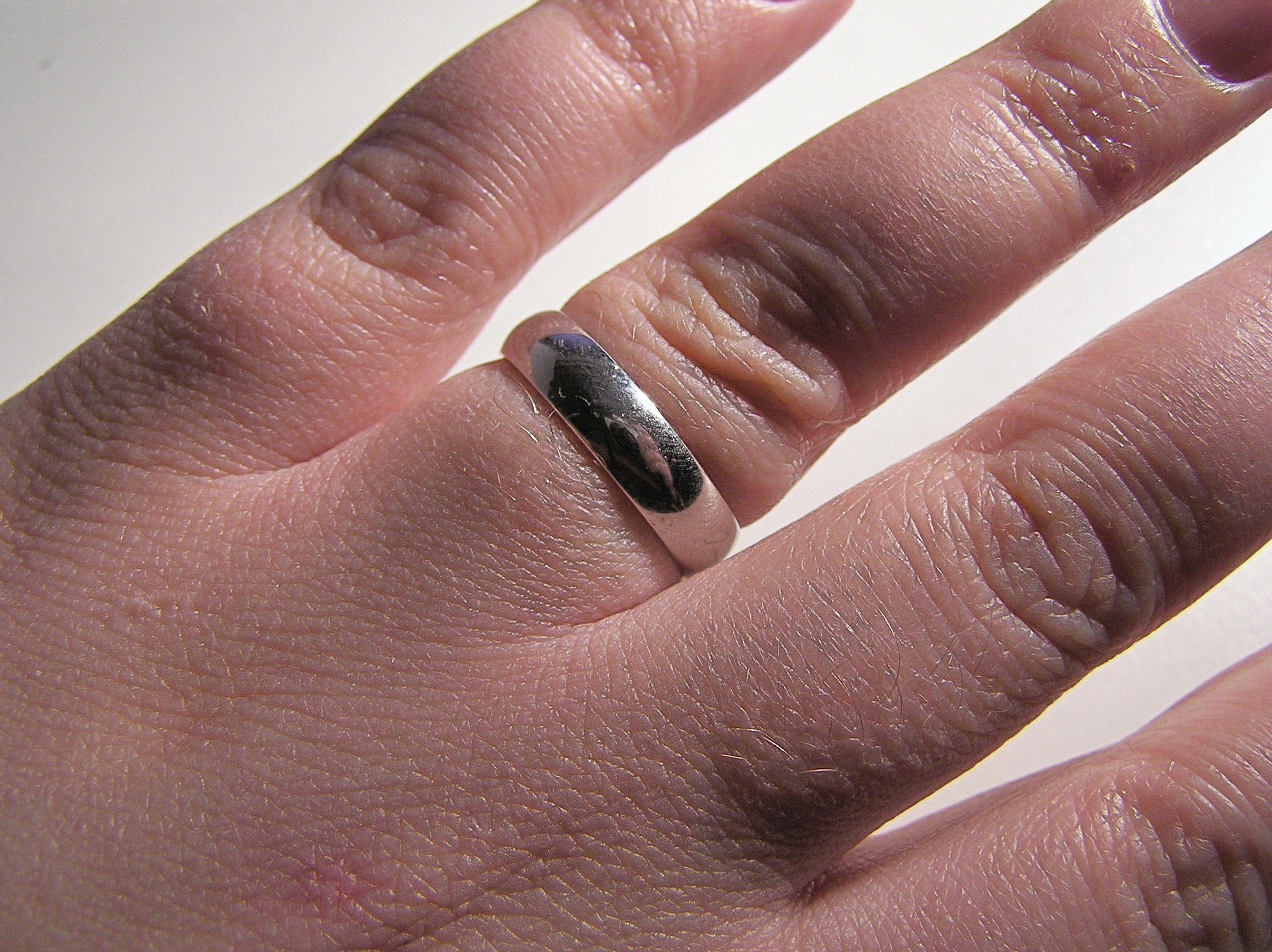
حلقه ازدواج

### انگشتر نشان بله‌برون
در خانواده‌های ایرانی، بسیاری از ازدواج‌ها به شکل سنتی و با معرفی خانواده‌ها شکل می‌گیرد. در چنین مراسمی پس‌ازاینکه خانوادهٔ داماد جواب مثبت را از خانوادهٔ عروس گرفتند؛ به منظور اینکه حالت رسمی‌تری به انتخاب داده شده‌باشد، در جلسه‌های آتی یک انگشتر را به‌عنوان «نشان کردن» دختر برای او کادو می‌آورند. به این انگشتر نشان می‌گویند؛ که دختر آن را به نشانهٔ اینکه در آستانهٔ تأهل قرار دارد در انگشت می‌کند، ولی «حلقه‌ها و انگشترهای ازدواج» در زمان عقد و «به انتخاب داماد و عروس» خریداری می‌شوند. حلقه بله برون برای نشان کردن عروس است، این حلقه‌ها معمولاً ظریف‌تر هستند که بتوان در تمام مواقع از آن‌ها استفاده کرد، چرا که حلقه نمادی از تعهد به همسر است و این نشان در تمام مراحل زندگی باید در جای ثابت و ویژه‌اش خودنمایی کند.
ممکن است در رسم و رسوم هر خانواده با یکدیگر اختلافاتی جزئی وجود داشته باشد، به‌عنوان‌مثال بسیاری از خانواده‌ها حلقه‌های دیگری نیز به نام «حلقه‌های نامزدی» از طرف عروس و داماد به یکدیگر هدیه می‌دهند، یا برخی انگشتر نشان را از همان‌ ابتدا در دست چپ نموده و پس از خریدِ حلقهٔ ازدواج، حلقهٔ بله‌برون را به‌دست راست انداخته و حلقه ازدواج را در دست چپ می‌نمایند.
یک پیشنهاد برای زوج‌ها این است که سعی شود حلقه بله برون جفت یا ست خریداری شود؛ و اینکه حلقه نباید کیپ باشد، چرا که قرار است سالیان زیادی این حلقه را در دست داشته باشند پس احتمال تغییر فرم دست‌ها را به مرور زمان می‌دهند و حلقه را پنج دهم سایز بزرگ‌تر سفارش می‌دهند.

### حلقه نامزدی
حلقه یا رینگ با انگشتر تفاوت می‌کند و انگشترهای پر نگین‌تر حلقه (یا رینگ) نیستند و انگشتر می‌باشند. طبق معمول حلقه ظریف و  بدون نگین و ساده است؛ در نتیجه حلقه‌ها، رکاب (یا همان رینگ‌های) ساده‌ای هستند که ظریف هستند و گاهی یک ردیف نگین روی آن کار شده‌است، اما انگشترهای ازدواج عروس و داماد نگین درشت‌تری دارند.

### انگشتر ازدواج
انگشتر ازدواج در مراحل نزدیک به مراسم عقد خریداری می‌شود. حلقه‌های ازدواج معمولاً بر اساس سلیقهٔ هر فرد انتخاب می‌شود. معمولاً در حلقه‌ها، حلقهٔ داماد گران‌تر می‌شود چراکه سایز بزرگ‌تری دارد و در نتیجه فلز به‌کاررفته در آن نیز بیشتر است؛ بر اساس باورهای اسلامی استفاده از طلا برای مردان توصیه نمی‌شود و در نتیجه اغلب دامادهای معتقد به باورهای اسلامی برای حلقه جنس نقره یا پلاتین را انتخاب می‌کنند.
حلقه ازدواج در مراسم عقدکنان و بعد از جاری شدن خطبه عقد، توسط عروس و داماد به دست یکدیگر می‌اندازند، خرید حلقه ازدواج داماد به‌عهده خانواده عروس و خرید حلقه ازدواج عروس خانم به‌عهده خانواده داماد است.

## تشخیص سنگ الماس طبیعی از مصنوعی در انگشتر و حلقه
نگین الماس‌های طبیعی در زیر نور سفید، درخشش سفید و آبی منعکس می‌کند درصورتی‌که سنگ‌های مصنوعی نوری شبیه هفت‌رنگ رنگین‌کمان را منعکس می‌کنند.